# All India Majlis-e-Ittehad-ul Muslimeen

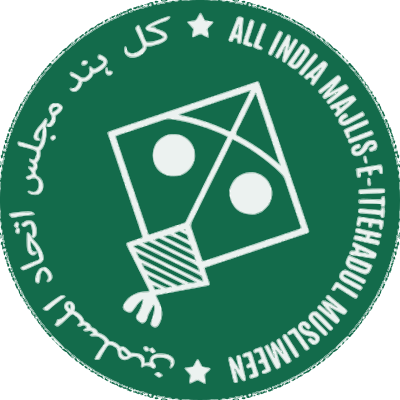
Logotip del partit polític.

All India Majlis-e-Ittehad-ul Muslimeen (AIMIM o MIM) (All India Council of the Union of Muslims, urdú: کل ہند مجلس اتحاد المسلمين, Kũl Hind Majlis-e-Ittehād-ul Muslimīn) és un partit polític de l'estat de Telangana a l'Índia, fort principalment a la ciutat d'Hyderabad (Índia); disposa des de 1984 d'un escó al parlament federal per aquesta ciutat (reelegit el 2009) i a l'àrea de Charminar (una de les set circumscripcions del districte d'Hyderabad) va obtenir a les eleccions del 2004 fins al 74,6% dels vots. De 1984 a 2004 fou presidit per Sultan Salahuddin Owaisi que després d'aquesta data va deixar pas al seu lloctinent Asaduddin Owaisi.
La seva bandera és verda amb una mitja lluna blanca amb les puntes orientades cap a la cantonada superior del vol; a l'esquerra de la mitja lluna, seguint aquesta, hi ha set estrelles blanques; sobre la lluna hi ha el nom del partit en lletres aràbigues i a l'esquerra del drap, en vertical al pal, les sigles en anglès. El símbol electoral és una cometa.